# Staatsreederei
Eine Staatsreederei ist eine Reederei, die ganz oder überwiegend von einem Staat oder einer Organisation eines Staates betrieben wird.

## Beschreibung
In Staaten des Ostblocks waren Staatsreedereien das gängige Betriebsmodell. Hinzu kamen in den Jahren nach dem Zweiten Weltkrieg wurden zahlreiche neue Staatsreedereien in ehemaligen Kolonialstaaten. In der Handelsschifffahrt agieren Staatsreedereien im Wesentlichen wie privat geführte Reedereien, erhalten aber meist einen festgesetzten Außenhandelsanteil des Betreiberlandes. Zu den Gründen für den Aufbau staatlich betriebener Reedereien zählen der Aufbau einer eigenen Seeverkehrsinfrastruktur in Ländern, die bis dahin über keine eigene Handelsflotte verfügen, die Verbesserung der Koordination des Seeaußenhandels, die Erhöhung der Anteile am Frachtaufkommen sowie die Steigerung des mit dem Seehandel verbundenen Anteils am Wirtschaftsaufkommen des Staats.
Der Status der von Staatsreedereien betriebenen Handelsschiffe wird international uneinheitlich eingeordnet. Einerseits können staatlich betriebene Handelsschiffe als Staatsschiffe gesehen werden (registerrechtlich sind Staatsschiffe beispielsweise nicht ohne weiteres pfändbar), andererseits gehen Staatsreedereien, wie unter anderem im Internationalen Übereinkommen zur einheitlichen Feststellung einzelner Regeln über die Immunität staatlicher Seeschiffe von 1926 behandelt, durch ihr Agieren am Markt Verpflichtungen ein, die einer rechtlichen Sonderbehandlung der eingesetzten Staatshandelsschiffe entgegenstehen.